# Belgian Challenge
Belgian Challenge (также известен как 555 BCE Belgian Challenge — по названию спонсора) — пригласительный снукерный турнир, проводившийся только один раз — в 1992 году в Бельгии.
Этот турнир был частью второй Мировой Серии снукера под руководством Бэрри Хирна, и, как и большинство других подобных соревнований, прошёл только один раз. В 1992 году, в Антверпене (Бельгия) был разыгран единственный турнир Belgian Challenge, победителем которого стал Стив Дэвис. Всего в соревновании приняли участие 16 игроков, из которых часть были профессионалами, часть — местными любителями. Из всех снукеристов-любителей только голландец Рене Дикстра смог выиграть хотя бы фрейм у своего соперника — он вёл в матче против Джимми Уайта со счётом 4:2, но в итоге уступил 4:5.
Спонсором Belgian Challenge (как и других турниров Мировой Серии) выступил сигаретный бренд 555. 

## Победители
| Сезон   | Победитель | Финалист      | Счёт | Приз победителю |
| ------- | ---------- | ------------- | ---- | --------------- |
| 1991/92 | Стив Дэвис | Стивен Хендри | 10:9 | £ 20 000        |